# Simon Rolfes
Simon Rolfes (Ibbenbüren, 21 de janeiro de 1982) é um ex-futebolista alemão que atuou como volante. Em sua carreira, fez sucesso no Bayer Leverkusen, onde jogou por 10 anos. Foi revelado pelo Alemannia Aachen.